# 卡雷·瑞茲
卡雷·瑞茲（Karel Reisz，1926年7月21日—2002年11月25日）是一位英國導演，具有猶太人血統，他是尼古拉斯·溫頓1939年所救的捷克儿童之一。